# Куомо, Сандро
Сандро Куомо (итал. Sandro Cuomo; род. 21 октября 1962, Неаполь) — итальянский фехтовальщик-шпажист, выступавший за национальную сборную Италии по фехтованию в период 1983—1999 годов. Чемпион летних Олимпийских игр в Атланте, бронзовый призёр Олимпиады в Лос-Анджелесе, трёхкратный чемпион мира, чемпион Европы, многократный чемпион итальянского национального первенства, победитель и призёр многих турниров международного значения. Также известен как тренер по фехтованию.

## Биография
Сандро Куомо родился 21 октября 1962 года в Неаполе, Италия. Проходил подготовку в клубах FF OO Roma и Circolo Nautico Posillipo.
Первого серьёзного успеха на взрослом международном уровне добился в сезоне 1983 года, когда вошёл в основной состав итальянской национальной сборной и побывал на чемпионате мира в Вене, откуда привёз награду бронзового достоинства, выигранную в командном зачёте шпажистов.
Благодаря череде удачных выступлений удостоился права защищать честь страны на летних Олимпийских играх 1984 года в Лос-Анджелесе — здесь так же стал бронзовым призёром в программе командной шпаги, тогда как в личном зачёте занял 14 место.
В 1985 году со своей командой выиграл серебряную медаль на мировом первенстве в Барселоне. Год спустя на аналогичных соревнованиях в Софии получил в той же дисциплине бронзу.
Находясь в числе лидеров фехтовальной сборной Италии, благополучно прошёл отбор на Олимпийские игры 1988 года в Сеуле — на сей раз остановился в шаге от призовых позиций, заняв в обеих дисциплинах четвёртые места.
На чемпионате мира 1989 года в Денвере дважды поднимался на пьедестал почёта: одержал победу в командном зачёте и взял серебро в индивидуальном.
Выиграл командный зачёт шпажистов на мировом первенстве 1990 года в Лионе.
Участвовал в Олимпийских играх 1992 года в Барселоне, расположился в итоговых протоколах на 26 и 5 строках в личной и командной дисциплинах соответственно.
В 1993 году добавил в послужной список золотую награду, выигранную среди команд шпажистов на чемпионате мира в Эссене.
В 1995 году стал бронзовым призёром мирового первенства в Гааге, уступив в личном зачёте только французам Эрику Среки и Роберу Леру.
На Олимпийских играх 1996 года в Атланте стал пятым в личном зачёте, тогда как в командном зачёте совместно с партнёрами Анджело Маццони и Маурицио Рандаццо занял первое место, получив золотую олимпийскую медаль.
После четвёртой в своей карьере Олимпиады Куомо ещё в течение некоторого времени оставался в основном составе итальянской национальной сборной и продолжал принимать участие в крупнейших международных турнирах. Так, в 1997 году он выиграл бронзовую медаль в командной шпаге на чемпионате мира в Кейптауне, а в 1999 году в той же дисциплине одержал победу на домашнем чемпионате Европы в Больцано.
Завершив спортивную карьеру, занялся тренерской деятельностью, в частности в период 2001—2003 годов был ответственным за подготовку шпажистов национальной сборной Италии.